# Za ostatni grosz (singel)
Za ostatni grosz – ballada rockowa lubelskiego zespołu Budka Suflera, do słów Marka Dutkiewicza, wydana na singlu w roku 1982. Utwór pochodzi z eponimicznego albumu formacji, Za ostatni grosz wydanego w roku 1982.

## Geneza utworu
Wytwórnia Tonpress, z którą Budka Suflera miała podpisaną umowę, naciskała na wydanie nowego albumu, a do kompozycji, którą zespół stworzył podczas prób przed koncertem w Leningradzie, brakowało tekstu. Romuald Lipko zaproponował jego napisanie Markowi Dutkiewiczowi. Pierwsza wersja tekstu nosiła tytuł „Łańcuchowe psy” i miała bardzo ponury wydźwięk. Po tym, jak Lipko odrzucił tekst, Dutkiewicz przekształcił go i zatytułował „Za ostatni grosz”, dostarczając tym samym pomysłu na tytuł i okładkę nowego albumu. Do utworu zrealizowano pierwszy w karierze zespołu teledysk, który miał znaleźć się w Telewizyjnej Liście Przebojów – programie podobnym do brytyjskiego Top of the Pops.

## Twórcy
- Marek Dutkiewicz – autor słów
- Jan Borysewicz – gitara
- Romuald Czystaw – śpiew
- Zdzisław Janiak – gitara
- Romuald Lipko – instrumenty klawiszowe
- Tomasz Zeliszewski – perkusja
- Andrzej Ziółkowski – gitara basowa